# Slunéčko čtyřtečné
Slunéčko čtyřtečné (Harmonia quadripunctata) je druh brouka z čeledi slunéčkovití.

## Popis
Délka těla slunéčka čtyřtečného se pohybuje v rozmezí 5–6 mm. Zbarvení krovek je velmi variabilní, nejčastěji bývá červené, lososově růžové až nažloutlé. Variabilní je rovněž počet černých skvrn, kterých může být 16 nebo 18, většina skvrn avšak může zcela chybět kromě čtyř na okraji krovek (odtud druhové jméno quadripunctata). Pronotum je bílé s 11 černými skvrnami. Nohy jsou hnědé. Larva je černošedá s oranžovými výběžky. Kukla je šedobílá, místy je naoranžovělá až narůžovělá.

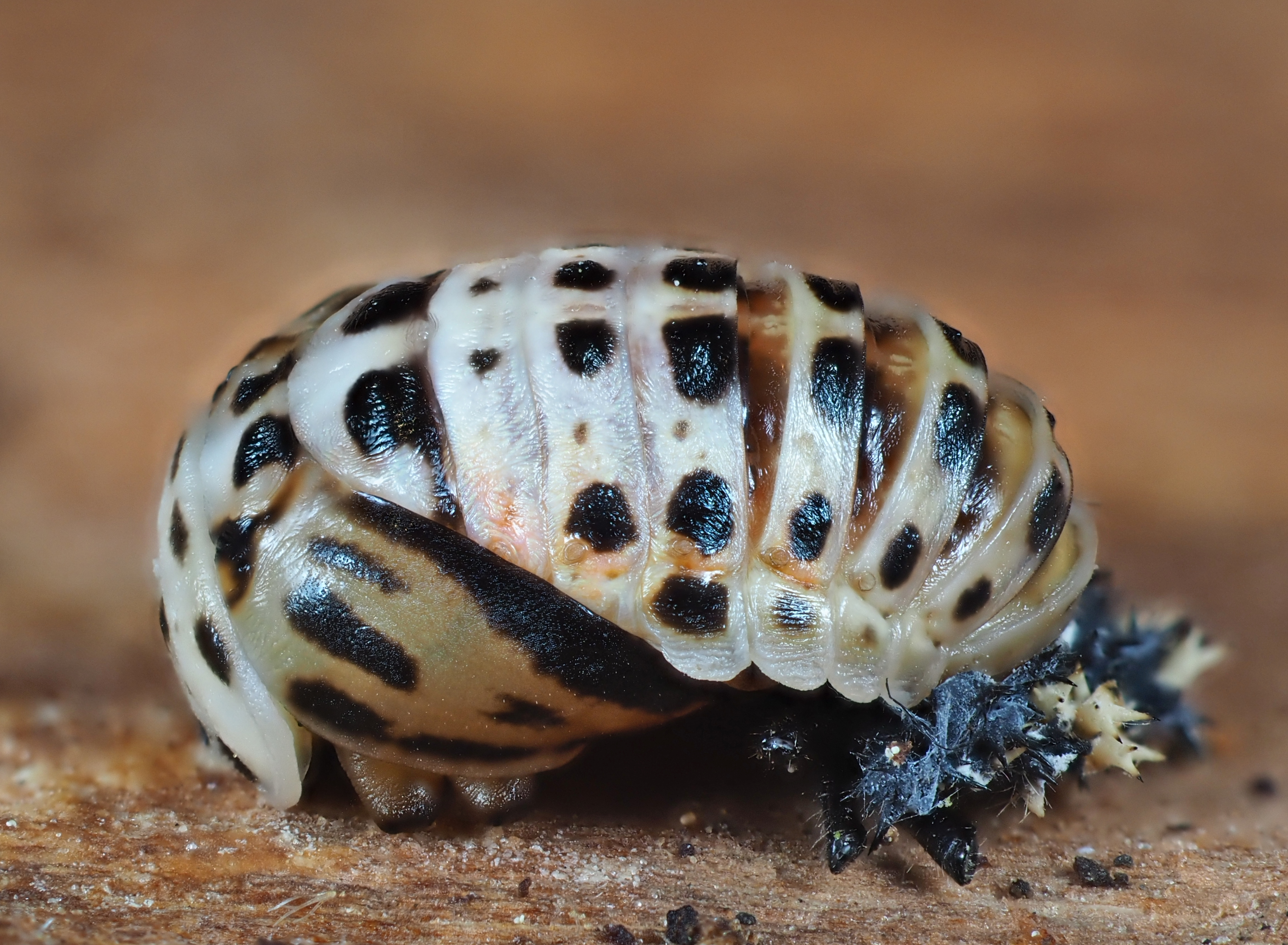
Kukla
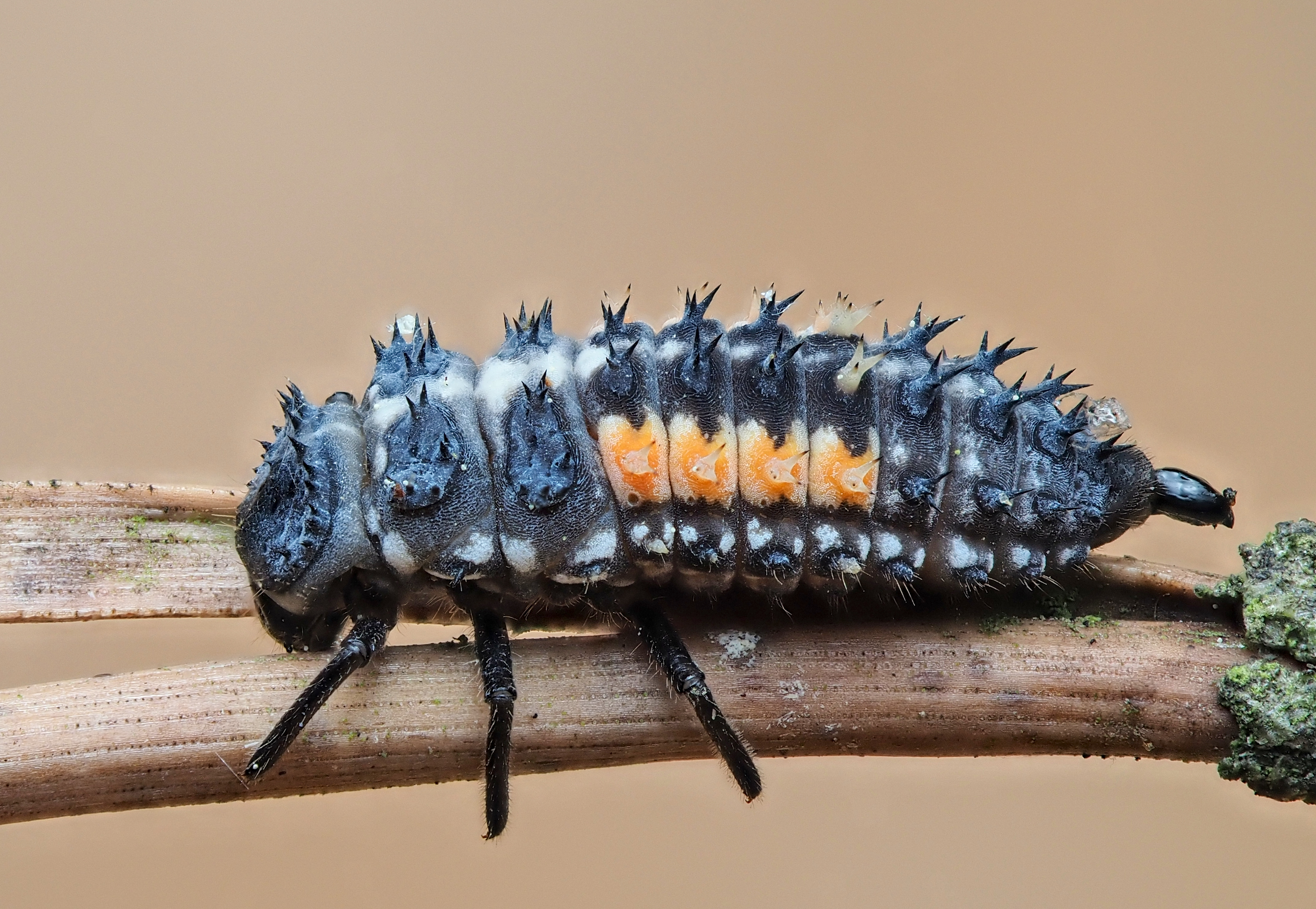
Larva
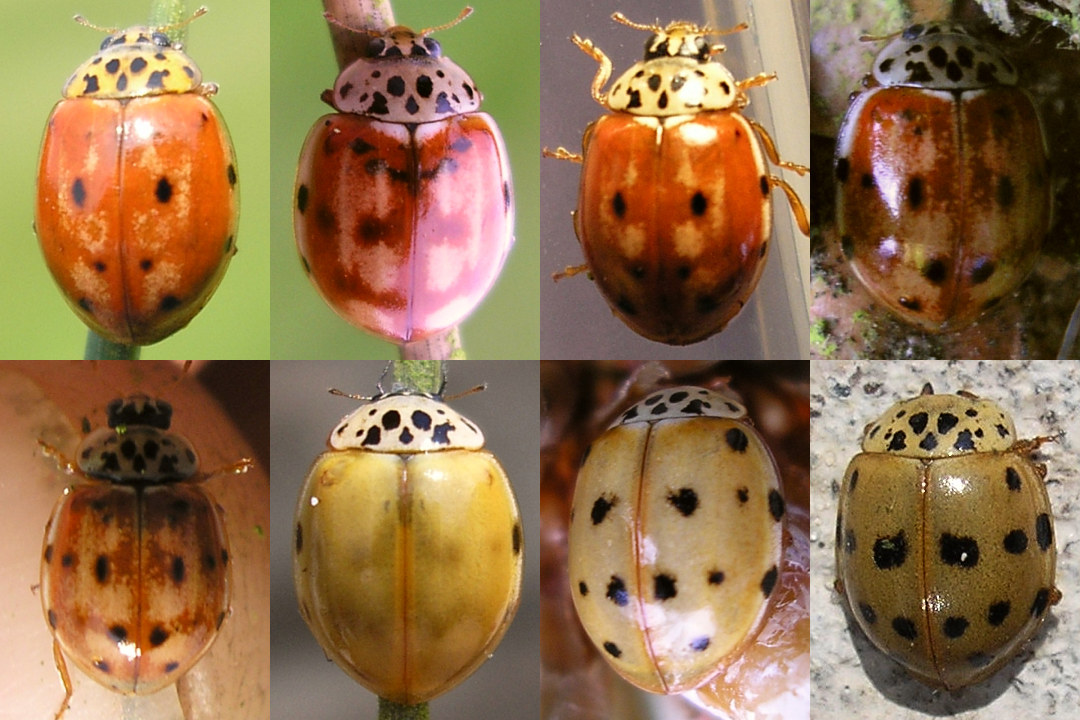
Variabilní zbarvení dospělců

## Rozšíření
Slunéčko čtyřtečné je eurosibiřsků druh, ve střední Evropě je to hojný druh. Preferuje borovicové lesy, žijé také na jedlích. Přezimovává pod kůrou stromů. Aktivní je od dubna do října.

## Potrava
Stejně jako další druhy z čeledi slunéčkovití se slunéčko čtyřtečné živí mšicemi, tento druh konkrétně mšicemi z rodů Pineus a Lachnus.

## Parazité
Larva Dinocampus coccinellae (čeleď lumčíkovití) se vyvíjí jako endoparazit u dospělců slunéčka čtyřtečného. Na kuklách slunéčka čtyřtečného parazitují některé druhy rodu Phalacrotophora (čeleď hrbilkovití), konkrétně je požírají zevnitř.